# Horacio Gallardo
Horacio Gallardo Burgos (* 29. Mai 1981 in San Bernardo de la Frontera de Tarixa) ist ein bolivianischer Radrennfahrer.

## Sportliche Laufbahn
2005 wurde Horacio Gallardo zum ersten Mal bolivianischer Meister im Straßenrennen. Auch 2005 und 2006 schaffte er es auf Teilstücken des Doble Copacabana Grand Prix Fides und des Doble Sucre Potosí G.P. mehrfach aufs Podium. In der Saison 2007 gewann er eine Etappe beim Doble Sucre Potosí G.P., und er wurde zum zweiten Mal bolivianischer Straßenmeister.
Beim olympischen Straßenradrennen 2008 sorgte Gallardo für Aufsehen, als er zusammen mit dem Chilenen Patricio Almonacid 120 Kilometer lang vor dem Feld fuhr und dabei teilweise über 15 Minuten Vorsprung hatte. Dennoch war es für die Favoriten kein Problem, das Duo bei Rennmitte wieder einzuholen; Gallardo wiederum konnte das Rennen nicht beenden.
Bis 2016 wurde Gallardo viermal bolivianischer Meister im Straßenrennen. 2023 errang er bei den erstmals durchgeführten nationalen Bahnmeisterschaften drei Titel.

## Erfolge

### Straße
2005
- Bolivianischer Meister – Straßenrennen

2007
- eine Etappe Doble Sucre Potosí G.P.
- Bolivianischer Meister – Straßenrennen
- eine Etappe Doble Copacabana Grand Prix Fides

2008
- Bolivianischer Meister – Straßenrennen

2009
- eine Etappe Vuelta a Bolivia

2012
- Bolivianischer Meister – Straßenrennen
- eine Etappe Vuelta a Bolivia

2013
- Punktewertung Vuelta a Bolivia

### Bahn
2022
- Bolivianischer Meister – Keirin, Punktefahren, Ausscheidungsfahren

## Teams
- 2012 Glas Casa Real Campos de Solana
- 2014 Glas Casa Real